# Carla White
Carla Ruth White  (* 15. September 1951 in Oakland, Kalifornien; † 9. Mai 2007 in New York City) war eine US-amerikanische Jazzsängerin. Teilweise wurde sie als Königin des Scatgesangs gefeiert.

## Leben und Wirken
White wuchs in Bellport (New York) in einer musikalischen Familie auf (ihr Vater spielte Trompete). Frühzeitig wurde sie von ihren Eltern musikalisch gefördert. Schon während der Zeit auf der Highschool trat sie als Schauspielerin und Sängerin auf. In New York City begann sie dann, Jazztanz zu studieren und besuchte von 1969 bis 1971 die Webber-Douglas Academy of Dramatic Art in London. Nach ihrer Rückkehr aus Europa nahm sie für vier Jahre Privatunterricht bei Lennie Tristano, um sich dann von Warne Marsh (1978–1981) und Don Sebesky (1987) unterrichten zu lassen.
Ab Ende der 1970er Jahre begann sie mit dem Trompeter Manny Duran zu arbeiten; die beiden nahmen mit einer gemeinsam bis 1985 geleiteten Band für Stash Records auf (Andruline, 1983). Danach leitete sie ihr eigenes Trio und spielte unter ihrem Namen Alben für Milestone, Evidence und DIW Records ein. Ab Mitte der 1980er Jahre wurde sie in den Fachzeitschriften als beachtliches Talent anerkannt. Sie trat zunehmend in den großen Jazzclubs New Yorks und sogar in der Carnegie Hall und präsentierte sich auf verschiedenen Festivals in Nordamerika und Trinidad und tourte durch Mexiko, Japan und Europa, wo sie besonders in Skandinavien Anerkennung fand.
Auf dem von der Kritik gelobten DIW-Album The Sweetest Sounds wurde Carla White von dem Pianisten Peter Madsen, dem Bassisten Dean Johnson, dem Perkussionisten Steve Berrios und bei einigen Stücken von Lew Tabackin auf dem Tenorsaxophon begleitet. Bei ihrem letzten Album, das im September 2001 entstand, arbeitete die Sängerin mit John Hart, Dean Johnson, Matt Wilson und Gast Claudio Roditi zusammen. Nach einer Krebserkrankung starb sie im Mai 2007 in New York City.

## Diskographische Hinweise
- Orient Express (Milestone, 1985)
- Mood Swings (Milestone, 1988) mit Joshua Breakstone, Lew Tabakin
- Listen Here (Evidence, 1991)
- Live at Vartan Jazz (Vartan, 1996) mit Harvie Swartz, Joe LaBarbera
- The Sweetest Sounds (DIW, 1996, ed. 2000)
- A Voice in the Night (Bright Moon, 2001, ed. 2006)

## Lexigraphischer Eintrag
- Leonard Feather, Ira Gitler: The Biographical Encyclopedia of Jazz. Oxford University Press, New York 1999, ISBN 0-19-532000-X.